# ギュミュシュハーネ県
ギュミュシュハーネ県（ギュミュシュハーネけん、トルコ語: Gümüşhane ili）は、トルコ北東部、黒海地方の県。北からトラブゾン、バイブルト、エルズィンジャン、ギレスンの各県と接する。
6,575km²の面積であり、人口は2006年で191,474人。2000年には186,953人だった。県都はギュミュシュハーネ。
古代ギリシャ時代は都市の名前はΘήρα(Thera)であり、門を意味していた。ギュミュシュハーネは銀の家を意味している。この町は銅、銀の鉱業の歴史に富んでおり、これを隣県トラブゾンから輸出していた。ローズヒップ・シロップが特産品。

## 下位自治体
- ギュミュシュハーネ（Gümüşhane）
- ケルキト（Kelkit）
- キョセ（Köse）
- キュルテュン（Kürtün）
- シラン（Şiran）
- トルル（Torul）